# Klaudia Zwolińska
Klaudia Kinga Zwolińska (ur. 18 grudnia 1998 w Nowym Sączu) – polska kajakarka górska. Mistrzyni Europy juniorek (2015), mistrzyni świata juniorek (2016) i młodzieżowa mistrzyni Europy juniorek (2018) w konkurencji K-1, wicemistrzyni olimpijska z Paryża (2024).

## Życiorys
Pochodzi ze wsi Kłodne w powiecie limanowskim. Jest zawodniczką Startu Nowy Sącz, studiuje w WSB-NLU w Nowym Sączu, a także żołnierzem Wojska Polskiego w stopniu szeregowego.
Odnosiła sukcesy na zawodach juniorskich i młodzieżowych. Na mistrzostwach Europy juniorek wywalczyła trzy medale: złote w K-1 w 2015 i 2016 oraz srebrny w K-1 w 2014. Na mistrzostwach świata juniorek w 2016 zdobyła złoty medal w K-1 i brązowy medal w K-1 drużynowo. Podczas młodzieżowych mistrzostw Europy zdobyła cztery medale: złoty w 2018 w K-1, srebrne w K-1 w 2019 i 2020 i brązowy medal w K-1 drużynowo w 2017. Na młodzieżowych mistrzostwach świata wywalczyła dwa medale: srebrny w 2019 w K-1 i brązowy w K-1 w 2017. Reprezentowała także Polskę na letnich igrzyskach olimpijskich młodzieży w 2014, gdzie zajęła 7. miejsce w slalomie i odpadła w eliminacjach sprintu.
W 2015 zdobyła srebrny medal mistrzostw Europy seniorek w konkurencji K-1 drużynowo (z Natalią Pacierpnik i Sarą Ćwik). W 2021 jako pierwsza Polka w historii zwyciężyła w zawodach Pucharu Świata, wygrywając zawody w Pradze. W tym samym roku reprezentowała Polskę na letnich igrzyskach olimpijskich w Tokio, gdzie zajęła 5. miejsce w slalomie K-1. Na mistrzostwach świata w 2022 zdobyła brązowy medal w konkurencji K-1 x 3 (z Natalią Pacierpnik i Dominiką Brzeską). W tym samym roku zdobyła w tej samej konkurencji i w tym samym składzie brązowy medal mistrzostw Europy. W 2023 zdobyła brązowy medal mistrzostw świata w konkurencji K-1.
W 2024 zdobyła srebrny medal igrzysk olimpijskich w konkurencji K1.
Jest także mistrzynią Polski w slalomie K-1 (2020) oraz wicemistrzynią w tej konkurencji (2019).
28 września 2024 wystąpiła w charytatywnym meczu koszykarskim „Olimpijczycy i Paraolimpijczycy dla Powodzian”, z którego dochód został przeznaczony na remont zniszczonej przez powódź hali „Obuwnik” w Prudniku (hala Pogoni Prudnik i Zarzewia Prudnik).

## Nagrody i odznaczenia
Otrzymała Nagrodę Polskiego Komitetu Olimpijskiego „Nadziei Olimpijskiej” im. Eugeniusza Pietrasika za 2016 rok. W 2024 została odznaczona Krzyżem Kawalerskim Orderu Odrodzenia Polski oraz Srebrnym Medalem „Za zasługi dla obronności kraju”.